# Utbynäs

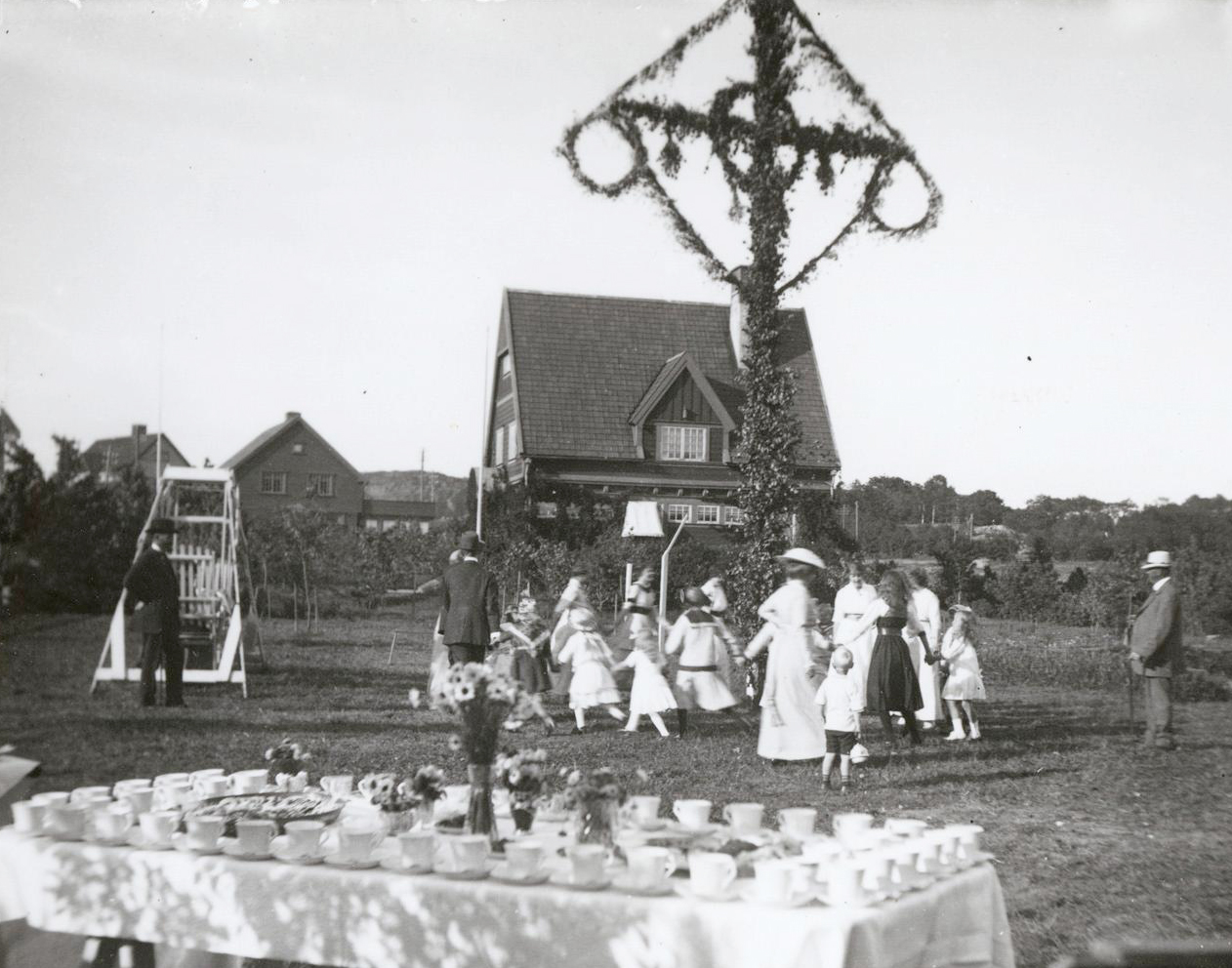
Midsommarfirande i Utbynäs på 1910-talet.

Utbynäs är en villastad med karaktär av trädgårdsstad i stadsdelen Utby i östra Göteborg, belägen utmed Säveån.
Utbynäs gård är en bevarad större manbyggnad, som tillkom efter storskiftet 1761. Det är en envåningsbyggnad med inredd vind. En veranda har byggts till i senare tid. Förutvarande ekonomibyggnader är nu rivna.
Utbynäs Villastad är en trädgårdsstad i nationalromantisk stil som tillkom i början av 1900-talet. Initiativtagare var Anders Mattson, grosshandlare i kaffe från Göteborg. Han köpte 1905 Utbynäs gård och bildade AB Utbynäs Villastad för att exploatera området. Brorsonen och  arkitekten Arvid Bjerke (1880-1950) ritade flera av Utbynäs tidstypiska stora, nationalromantiska trävillor, Utbynässkolan och  Utby kyrka. Man uppförde även badhus och en affärsbyggnad. 
Göteborgs stad övertog 1940 ansvaret för området, varvid det anslöts till stadens VA- och elnät. 
Utbynäs har tennisklubb med egen tennisbana och en sportklubb.